# (13580) de Saussure
(13580) de Saussure est un astéroïde de la ceinture principale.

## Description
(13580) de Saussure est un astéroïde de la ceinture principale. Il fut découvert le 20 juillet 1993 à La Silla par Eric Walter Elst. Il fut nommé en honneur de Ferdinand de Saussure. Il présente une orbite caractérisée par un demi-grand axe de 2,81 UA, une excentricité de 0,23 et une inclinaison de 5,8° par rapport à l'écliptique.

## Compléments